# Invaders Must Die
Invaders Must Die (с англ. — «Захватчики должны умереть») — пятый студийный альбом британской группы The Prodigy, выход которого состоялся 23 февраля 2009 года на новом лейбле группы — Take Me to the Hospital, при поддержке лейбла Cooking Vinyl.
В плане коммерческого успеха Invaders Must Die превзошёл предыдущий альбом Always Outnumbered, Never Outgunned, но несмотря на это, реакция музыкальных критиков была неоднозначной. С альбома было выпущено четыре сингла: «Invaders Must Die», «Omen», «Warrior's Dance» и «Take Me To The Hospital».

## Запись
Запись альбома началась в феврале 2006 года, вскоре после выхода сборника Their Law: The Singles 1990-2005, и закончилась в ноябре 2008 года. Некоторые песни, записанные для альбома, такие как «Colours», были написаны ещё до выхода четвёртого альбома группы, а ранние версии были исполнены в живых выступлениях. Лиам Хоулетт задумал звучание альбома как мэшап предыдущих альбомов. Выход нового альбома планировался на лето 2007 года, но когда дата выхода была перенесена на «первый квартал следующего года (2008)», группа задумала более 25 набросков, завершая работу над определенными треками и написанием текстов.

## Об альбоме
Информация об альбоме была опубликована 4 ноября в официальной новостной рассылке The Prodigy, и была подтверждена в тот же день Лайэмом на «The Zane Lowe Show» на BBC Radio 1. Группа заявила, что новый альбом вернется к «старым, но разрезающим рамки» корням. Также они отметили, что будут сотрудничать с Дейвом Гролом из Foo Fighters и Джеймсом Рашентом (James Rushent) из Does It Offend You, Yeah?, однако отметили, что не будут записываться с другими вокалистами.
Релиз альбома состоялся на CD, CD/DVD сете, Double Vinyl, в цифровом формате для скачивания, и на эксклюзивном семидюймовом виниловом бокс-сете, который будет включать в себя пять семидюймовых винилов, CD/DVD, бонусный CD, постер, стикеры и трафареты.
Первый трек, также известный как Invaders Must Die был опубликован на официальном сайте группы 26 ноября, что совпадает с его первым публичным показом на «Zane Lowe’s show» как «Самая горячая запись в Мире». Omen — первый сингл альбома, вышел 16 февраля 2009 года
В поддержку выпуска альбома группа отправится в девятидневный тур по Великобритании при поддержке Dizzee Rascal и Fight Like Apes.

## Критический прием
| Совокупная оценка | Совокупная оценка |
| Источник          | Оценка            |
| ----------------- | ----------------- |
| AnyDecentMusic?   | (6.1/10)          |
| Metacritic        | (60/100)          |
| Оценки критиков   |                   |
| Источник          | Оценка            |
| AllMusic          | [ 1 ]             |
| The Guardian      | [ 10 ]            |
| Mixmag            | [ 11 ]            |
| Mojo              | [ 12 ]            |
| The Observer      | [ 13 ]            |
| Pitchfork         | (5.8/10)          |
| Q                 | [ 15 ]            |
| Rolling Stone     | [ 16 ]            |
| Spin              | [ 17 ]            |
| The Times         | [ 18 ]            |

## Список композиций
| №                   | Название                  | Длительность |
| ------------------- | ------------------------- | ------------ |
| 1.                  | «Invaders Must Die»       | 4:55         |
| 2.                  | «Omen»                    | 3:36         |
| 3.                  | «Thunder»                 | 4:08         |
| 4.                  | «Colours»                 | 3:27         |
| 5.                  | «Take Me to the Hospital» | 3:39         |
| 6.                  | «Warrior’s Dance»         | 5:12         |
| 7.                  | «Run with the Wolves»     | 4:24         |
| 8.                  | «Omen Reprise»            | 2:14         |
| 9.                  | «World’s on Fire»         | 4:50         |
| 10.                 | «Piranha»                 | 4:05         |
| 11.                 | «Stand Up»                | 5:25         |
| Общая длительность: | Общая длительность:       | 45:55        |

| №                   | Название            | Длительность |
| ------------------- | ------------------- | ------------ |
| 12.                 | «Black Smoke»       | 3:26         |
| 13.                 | «Fighter Beat»      | 3:32         |
| Общая длительность: | Общая длительность: | 52:53        |

| №                   | Название                                     | Длительность |
| ------------------- | -------------------------------------------- | ------------ |
| 12.                 | «Invaders Must Die» (Chase and Status Remix) | 5:09         |
| 13.                 | «Omen» (Edit)                                | 3:14         |
| 14.                 | «Track by Track Talk Through»                | 16:44        |
| Общая длительность: | Общая длительность:                          | 71:02        |

| №  | Название          | Длительность |
| -- | ----------------- | ------------ |
| 1. | «The Big Gundown» | 4:21         |
| 2. | «Black Smoke»     | 3:26         |
| 3. | «Wild West»       | 4:15         |
| 4. | «Fighter Beat»    | 3:32         |

| №  | Название                                                     | Длительность |
| -- | ------------------------------------------------------------ | ------------ |
| 1. | «Invaders Must Die» (video)                                  |              |
| 2. | «Omen» (video)                                               |              |
| 3. | «Warrior's Dance» (video)                                    |              |
| 4. | «Take Me To The Hospital» (video)                            |              |
| 5. | «World’s on Fire» (live video)                               |              |
| 6. | «Warrior’s Dance» (live video)                               |              |
| 7. | «RVN» (live video)                                           |              |
| 8. | «Take Me To The Hospital Big Day Out Avstralia 2009» (video) |              |

## Позиции в хит-парадах

### Недельные чарты
| Чарт (2009)                             | Максимальная позиция |
| --------------------------------------- | -------------------- |
| Австралия (ARIA)                        | 3                    |
| Австрия (Ö3 Austria)                    | 5                    |
| Бельгия/Фландрия (Ultratop)             | 4                    |
| Бельгия/Валлония (Ultratop)             | 12                   |
| Канада (Canadian Albums Chart)          | 25                   |
| Дания (Hitlisten)                       | 17                   |
| Нидерланды (Album Top 100)              | 3                    |
| Финляндия (Suomen virallinen lista)     | 9                    |
| Франция (SNEP)                          | 22                   |
| Германия (Offizielle Top 100)           | 3                    |
| Италия (Classifica album)               | 32                   |
| Новая Зеландия (RMNZ)                   | 4                    |
| Норвегия (VG-lista)                     | 10                   |
| Португалия (AFP)                        | 19                   |
| Испания (PROMUSICAE)                    | 44                   |
| Швеция (Sverigetopplistan)              | 23                   |
| Швейцария (Schweizer Hitparade)         | 1                    |
| Великобритания (UK Albums Chart)        | 1                    |
| Великобритания (UK Dance Albums Chart)  | 1                    |
| США (Billboard 200)                     | 58                   |
| США (Billboard Dance/Electronic Albums) | 3                    |

### Годовые чарты
| Чарт (2009)                                 | Позиция |
| ------------------------------------------- | ------- |
| Австралия (ARIA)                            | 65      |
| Бельгия (Ultratop Flanders)                 | 76      |
| Нидерланды (Album Top 100)                  | 40      |
| Франция (SNEP)                              | 190     |
| Германия (Offizielle Top 100)               | 60      |
| Швейцария (Schweizer Hitparade)             | 37      |
| Великобритания UK Albums (OCC)              | 16      |
| США Top Dance/Electronic Albums (Billboard) | 18      |

## Сертификации
| Регион | Сертификация  | Продажи  |
| --- | ------------- | -------- |
| Австралия (ARIA) | Золотой       | 35 000^  |
| Австрия (IFPI Austria)                                                                                                   | Золотой       | 10 000*  |
| Германия (BVMI) | Золотой       | 100 000^ |
| Нидерланды (NVPI) | Золотой       | 25,000^  |
| Польша (ZPAV) | Золотой       | 10 000*  |
| Россия (NFPF) | Золотой       | 10 000*  |
| Швейцария (IFPI Switzerland)                                                                                             | Золотой       | 15 000^  |
| Великобритания (BPI) | 2× Платиновый | 600 000^ |
| * Данные о продажах приведены только на основе сертификации. ^ Данные о тиражах приведены только на основе сертификации. |               |          |